# Hieracium nigrescens
Hieracium nigrescens es una especie de planta con flor del género Hieracium, de la familia Asteraceae, orden Asterales.

## Distribución
Hieracium nigrescens se distribuye por Austria, Chequia-Eslovaquia, Rusia, Finlandia, Francia, Alemania, Gran Bretaña, Hungría, Islandia, Italia, Noruega, Península Balcánica del Noroeste, Polonia, Rumanía, Suecia, Suiza y Ucrania.

## Taxonomía
Fue descrita científicamente por Willd.